# Zsolnatarnó
Zsolnatarnó (1899-ig Trnove, szlovákul: Trnové) Zsolna városrésze, egykor önálló község Szlovákiában, a Zsolnai kerületben, a Zsolnai járásban.

## Fekvése
Zsolna központjától 6 km-re délkeletre fekszik.

## Története
1393-ban „Possessio Tarno” alakban említik először. A zsolnalitvai váruradalomhoz tartozott. Lakói állattartással, méhészkedéssel, fazekassággal foglalkoztak. Fatemploma a 15. század végén épült, első említése 1583-ból származik. 1619-ben a falu még Felsővisnyó, később Harmatos filiája volt. Az 1713-as egyházi vizitáció mind a templomot, mind tornyát súlyosan sérültnek találta, ezért 1726-ig a templomot teljesen megújították. 1784-ben Zsolnatarnó 56 házában 423 lakos élt.
A 18. század végén Vályi András így ír róla: „TRNOVE. Tót falu Trentsén Várm. földes Urai Báró Kalisi, és több Urak, lakosai katolikusok, fekszik Rozinához nem meszsze, és annak filiája; határja a’ motsárság végett sovány.”
1910-ben 744, túlnyomórészt szlovák lakosa volt. A trianoni békéig Trencsén vármegye Zsolnai járásához tartozott.
1970-óta Zsolna város része. Csak 2003-ban lett önálló plébánia.

## Nevezetességei
A temetőben álló Szent György tiszteletére szentelt római katolikus fatemplomát a 15. század végén építették késő gótikus stílusban, 1726-ban és 2003-ban megújították. Két harangját 1604-ben és 1606-ban öntötték.

## Híres emberek
- Zsolnatarnón született 1901. szeptember 9-én Szvatkó Pál esszéíró, irodalomkritikus, publicista, szerkesztő (+1959).[2]

## Külső hivatkozások
- Zsolnatarnó hivatalos oldala
- Zsolnatarnó Szlovákia térképén
- Képek a településről
- A fatemplom a szlovák múzeumok oldalán
- Az alapiskola honlapja